# ماري ميتشيل
ماري ميتشيل (بالإنجليزية: Mary Mitchell) هي منافسة ألعاب القوى نيوزيلندية، ولدت في 26 نوفمبر 1912، وتوفيت في 26 مارس 2007 في Dargaville ‏ في نيوزيلندا.